# Chó Akita
Chó Akita (秋田犬 (Thu Điền khuyển) Akita-inu hay Akita-ken) là một giống chó quý có nguồn gốc từ tỉnh Akita, Nhật Bản. 
Chúng được coi là giống chó chính thức và là Quốc khuyển của Nhật Bản vì những đặc tính ưu điểm của mình. Akita có hai loại chính, chủng Nhật Bản và Mỹ. Chó Akita Nhật có màu trắng, nâu đốm, nâu vàng hoặc đỏ trong khi chó Akita Mỹ thì rất phong phú. Chó Akita Nhật thường sống ở vùng đồi núi ở Nhật Bản. Chó Akita có dáng to, khỏe và khá ương ngạnh. Chúng mạnh mẽ, độc lập và có tính thống trị, chúng rất vui vẻ hòa đồng với các thành viên trong gia đình nhưng tránh xa người lạ do sự phân chia lãnh thổ, do đó có thể trở nên nguy hiểm.
Chúng thường tỏ ra hung hăng với những con chó khác nếu không được bảo ban, dạy dỗ chu đáo. Chúng còn được biết đến là giống chó ngoan ngoãn, dễ bảo, nhưng đôi khi cũng tỏ ra cứng đầu. Rất tận tụy và yêu quý gia chủ, chúng thông minh, can đảm và rất thận trọng, không thân thiện với người lạ nhưng bản tính của Akita là trung thành và rất có tình nghĩa với chủ nhân. Giá thành của chúng đắt với 3.500 USD cho mỗi con. Trong văn hóa đại chúng, giống chó này được biết đến thông qua chú chó Hachikō, chú chó lông xù Wasao và những chú chó trong bộ truyện tranh Chú chó có nghĩa (tiếng Nhật: Ginga: Nagareboshi Gin)

## Tổng quan

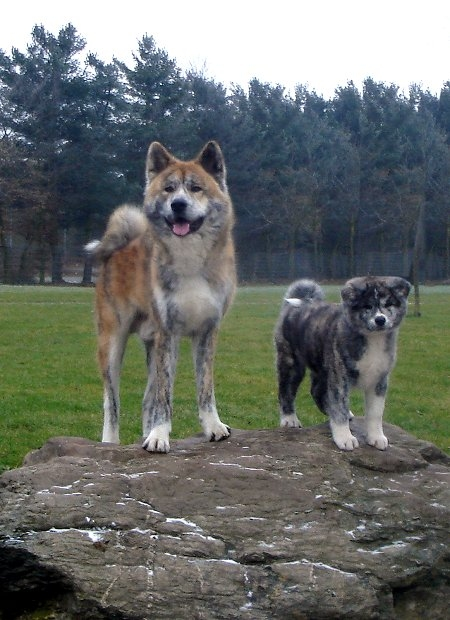
Hai con Akita

Như tên gọi, chó Akita có nguồn gốc từ tỉnh Akita, Nhật Bản. Những di chỉ đầu tiên về sự tồn tại của giống chó Akita được tìm thấy từ nhiều thế kỉ trước. Đây là giống chó cổ xưa nhất của Nhật Bản và gần như là của thế giới. Chúng ta bắt gặp hình ảnh của chúng trên các vách đá có niên đại hơn 2000 năm TCN. Giữa các thế kỉ XVI và XIX, dưới triều đại Edo, chó Akita là hình tượng quan trọng trong xã hội. Ngày nay, chú chó Akita nổi tiếng - Hachiko đã được tạc tượng đồng đặt ở nhà ga Shibuya và tại Odatem - trung tâm lai tạo Akita, đã có cả một bảo tàng về giống chó này.
Từng có thời gian trong lịch sử Nhật, những chú chó được cung cấp các dịch vụ và có phòng riêng. Chỉ có các gia đình hoàng tộc hoặc giàu có mới sở hữu chúng. Hơn nữa, chúng còn được điều khiển bằng một thứ ngôn ngữ đặc biệt. Có thể nói Akita là giống chó quyền năng và thân thiện với những người chăm sóc chúng. Ở Nhật, tượng chó Akita thường được gửi tới cho những người bệnh để chúc cho họ chóng bình phục, hoặc bố mẹ trẻ mới sinh con để tượng trưng cho sức khỏe. Một câu thành ngữ cổ của dân Nhật liên quan đến giống chó này có nội dung đại thể là: "Nếu đã làm chó thì hãy làm chó của giới thượng lưu"
Giống chó được sử dụng vào nhiều mục đích, đầu tiên như là bảo vệ cho Nhật hoàng, sau đó như chó chiến đấu, chó săn gấu và lợn lòi, dùng trong quân đội, cảnh sát. Akita có bản năng của loài chó săn bắt và có thể phát huy ngay cả khi tuyết phủ dày. Vào đầu thế kỷ thứ 19 Akita được lai giống với chó Tosa và các dòng chó to con của châu Âu nhằm tạo ra giống chó hung dữ cho các cuộc khuyển đấu. Năm 1910, sau khi cấm chọi chó được 2 năm, Nhật Bản quyết định lai tạo ngược dòng để có trở lại giống Akita nguyên bản. Đến năm 1970 hầu như quá trình tái lai tạo đã hoàn tất.
Con Akita đầu tiên được mang tới Mỹ bởi Helen Keller. Người Mỹ cũng mang Akita trở về sau Thế chiến 2. Về sau, có sự lai tạo của giống chó này với Molosos (giống chó có đầu giống con dơi) và Akita trở thành một phần trong các cuộc đấu chó do sự dũng cảm huyền thoại của chúng. Một số người yêu thích giống chó này đã tìm kiếm và gây dựng lại giống và đã thu được các tiêu chuẩn. Từ năm 1931, chó Akita đã được tuyên bố là Di sản quốc gia tại Nhật Bản. Nhật cấm xuất khẩu chó Akita và tuyên bố là báu vật quốc gia được bảo vệ nghiêm ngặt. Mãi đến năm 1950 quy chế cấm xuất khẩu giống chó này mới được sửa đổi.
Từ sau khi sự kiện của chú chó Hachiko, có công bố một bản điều tra số lượng còn lại của giống chó Akita tại Nhật Bản, theo đó chỉ còn lại 30 con thuộc giống Akita thuần chủng bao gồm cả Hachikō. Sau đó, anh vẫn tiếp tục đến thăm chú chó và tiếp tục công bố những bài viết về sự trung thành tuyệt đối của Hachikō. Đáng chú ý là vào năm 1932, một trong số những bài viết này đã được đăng tải trên tờ báo Asahi Shimbun - một tờ nhật báo nổi tiếng của Tokyo với số lượng độc giả rất lớn - đã khiến cho mọi người biết tới Hachikō. Lòng trung thành của chú đã gây ấn tượng cho tất cả mọi người, các giáo viên đã lấy Hachikō như một tấm gương sáng về lòng trung thành cho trẻ em noi theo, các nghệ sĩ nổi tiếng đã bắt đầu tạc tượng, trên cả nước dấy lên phong trào phát triển giống chó Akita, và danh hiệu Chūken (忠犬 - chú chó trung thành) cũng ra đời.

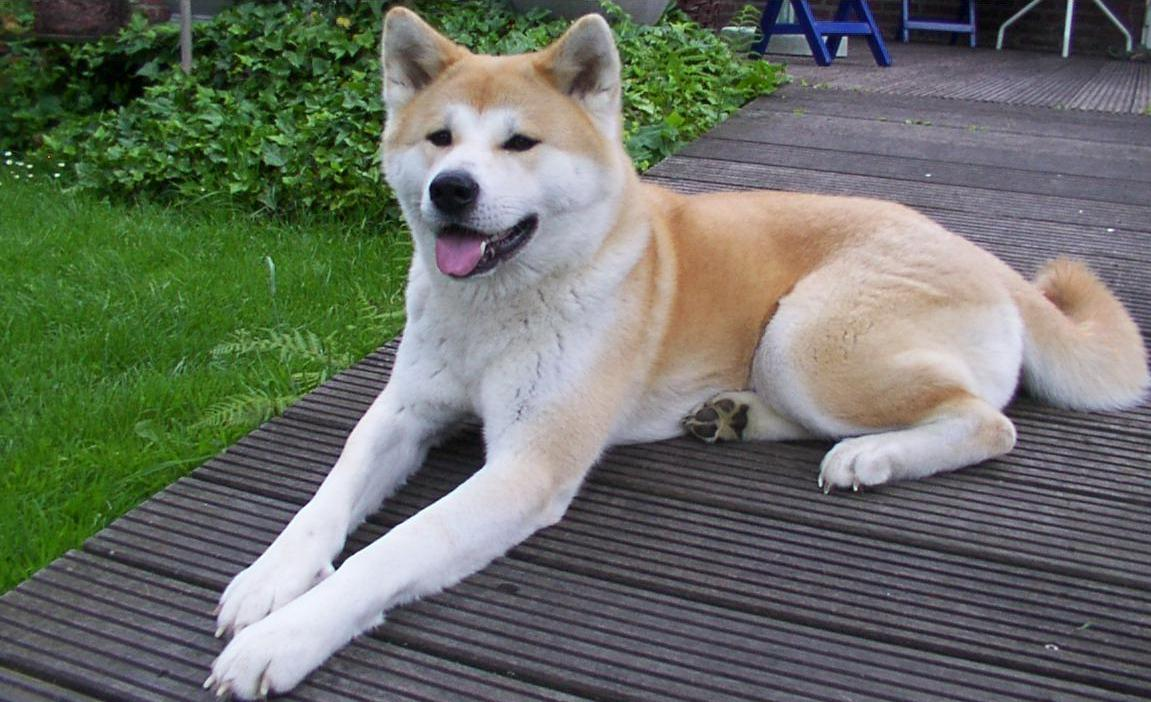

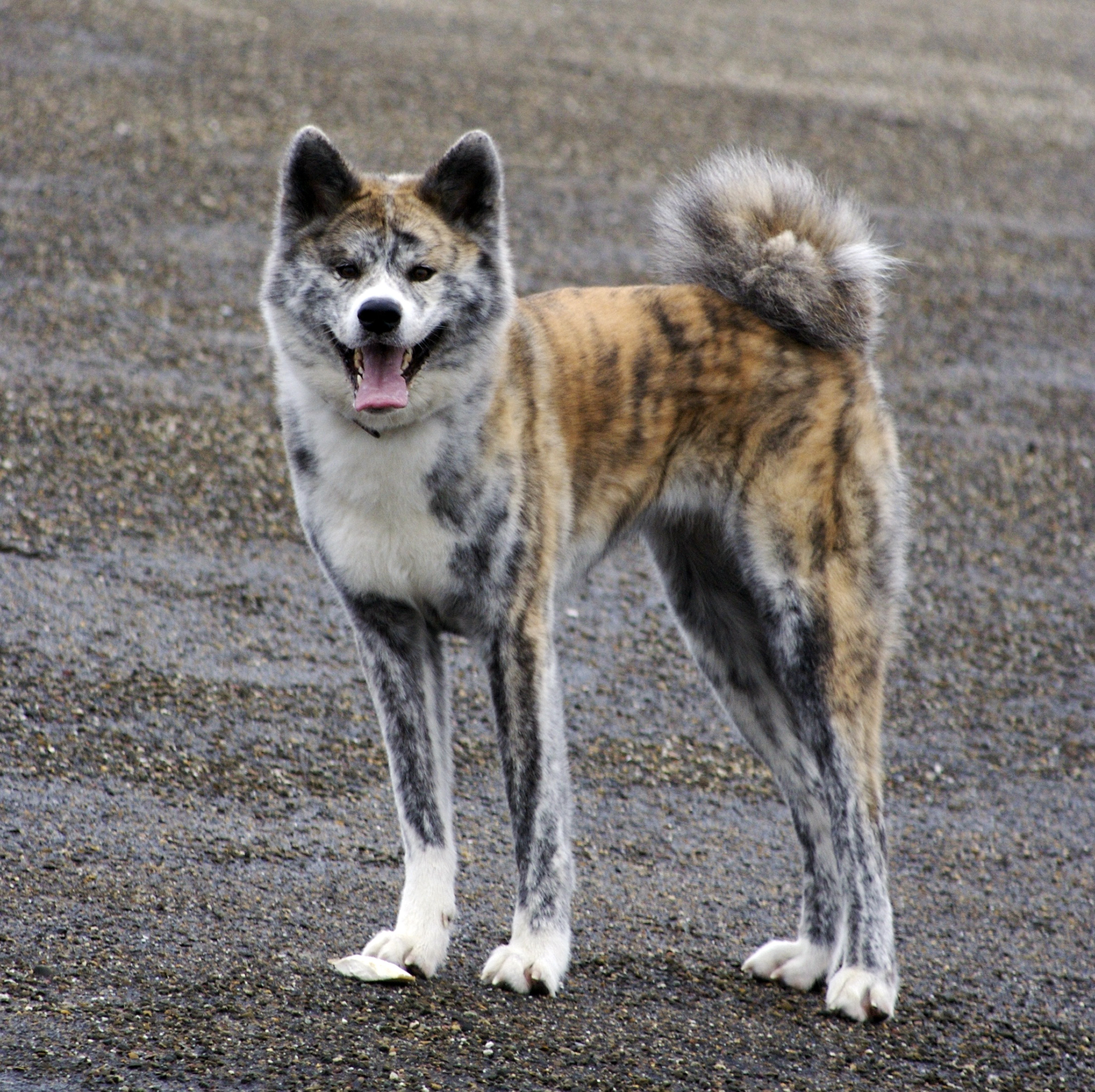
Akita vện

Gần đây nhất, giống chó quý này cũng được Nhật Bản tặng cho Tổng thống Nga Vladimir Putin nhằm thúc đẩy quan hệ giữa 2 nước. Con chó 3 tháng tuổi, có tên gọi Yume, là một món quà từ tỉnh Akita, Nhật Bản gửi tặng nhà lãnh đạo Nga. Tỉnh Akita Lưu trữ ngày 14 tháng 4 năm 2021 tại Wayback Machine đã quyết định tặng con chó cho ông Putin vì nhà lãnh đạo Nga rất yêu mến loài động vật này, món quà nhằm bày tỏ lòng biết ơn đối với sự trợ giúp Nga sau thảm hoạ động đất và sóng thần và để chúc mừng ông Putin trở lại ghế tổng thống.

## Đặc điểm
Chó Akita có thân hình to lớn, thể trạng mạnh khỏe và cơ bắp. Phong thái thanh lịch của nó truyền tải tính cách và sự uy nghi của tầng lớp quý tộc. Hộp sọ tỷ lệ thuận với kích thước cơ thể. Trán rộng, cổ to và cơ bắp, không có diềm cổ. Đây là giống chó lớn nhất của Nhật Bản trong nhóm Spitz là tên của 1 nhóm gồm có khoảng 56 giống chó, chó trong nhóm này thường có lông dài, trắng hoặc một phần trắng, tai và mõm nhọn, phần đuôi thì hầu hết là cuộn trên lưng. Trong nhóm này thì có khoảng 25 giống trông rất giống nhau, mang hình dáng giống như Siberian Husky hoặc Alaskan Malamute và lớn nhất là giống Akita này.
Chó có ngoại hình cao lớn, con đực cao từ 26 - 28 inches (66 – 71cm), con cái cao từ 24 – 26 inches (61–66cm), con đực cân nặng từ 75 - 120 pounds (34 – 54kg), con cái cân nặng từ 75 – 110 pounds (34 – 50kg). Chúng có thân hình chắc nịch, cân đối, gân guốc, mạnh mẽ và trông rất ấn tượng. Đầu to, trán phẳng và bộ hàm ngắn nhưng khoẻ. Răng sắc khoẻ, theo hình răng cưa, chúng có mõm mềm nên có thể dễ dàng săn những loài chim nước. Mặt có hình tam giác theo kiểu chó sói. Giữa trán có một rãnh chia đôi mặt thành hai nửa bằng nhau.
Mắt nhỏ, hình tam giác có màu nâu sẫm. Mũi thông thường có màu đen (có thể có màu nâu trên các cá thể có màu lông trắng, nhưng màu đen được đánh giá cao hơn). Môi đen và lưỡi có màu hồng. Đuôi luôn vểnh cao và cuộn tròn trên lưng. Tai nhỏ, dày, hình tam giác, hơi tròn ở đỉnh tai. Tai dựng đứng và ngả về phía trước. Chân của chúng có màng, giống kiểu chân mèo, vì thế nên bơi rất giỏi. Bộ lông có 2 lớp bao gồm lớp lông cứng, không thấm nước ở phía ngoài và lớp lông dày mềm bên trong. Có các màu trắng tuyền, đỏ, màu hạt vừng và vằn vện. Màu đen không được chấp nhận. Chúng sống khoảng 10 - 12 năm và có thể mắc các bệnh về máu, hệ miễn dịch, bệnh ngoài da, mắt.

## Tập tính

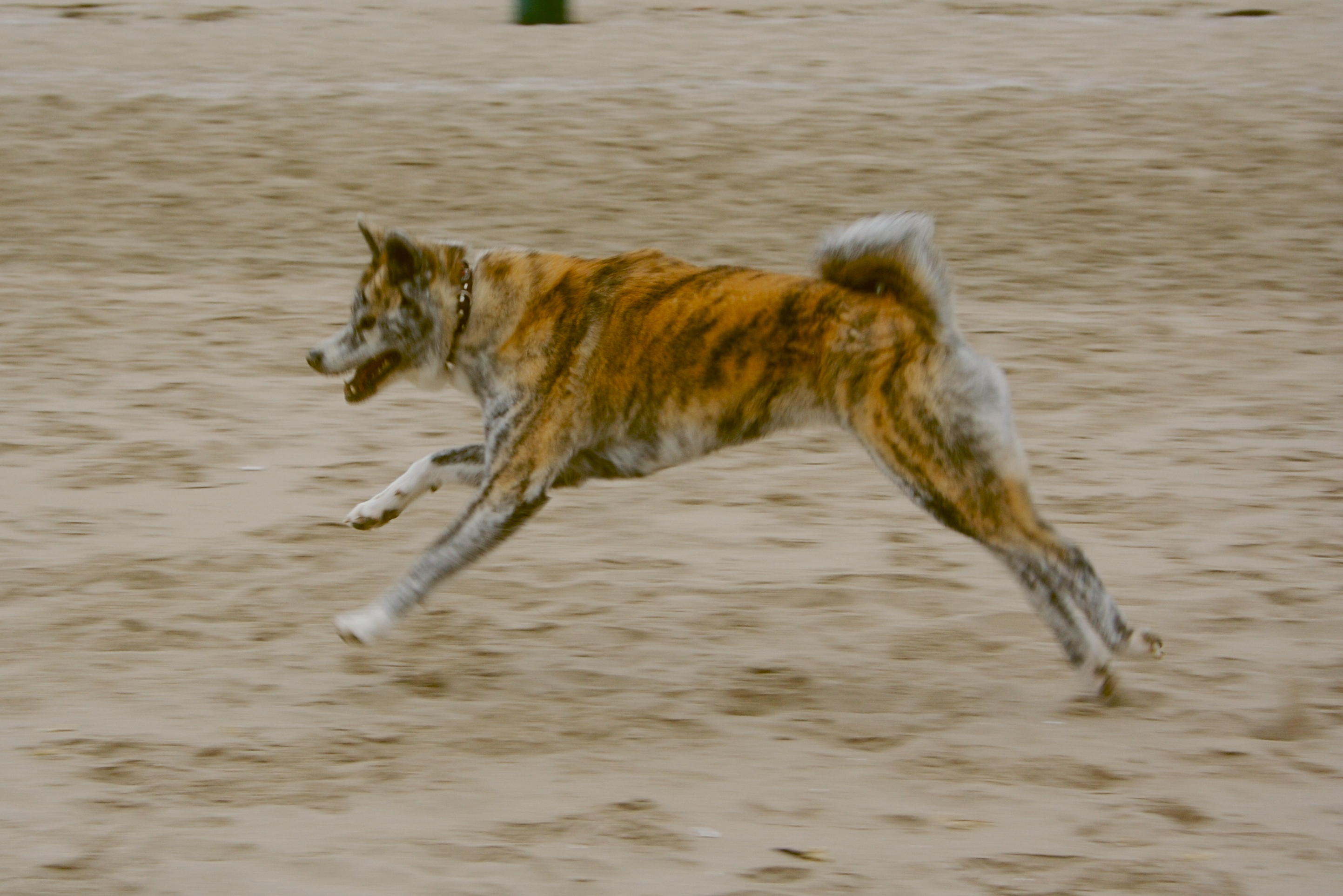

Là giống chó ngoan ngoãn, dễ bảo, nhưng đôi khi cũng tỏ ra cứng đầu. Rất tận tuỵ và yêu quý gia chủ. Thông minh, can đảm và rất thận trọng. Đây là giống chó khá bướng bỉnh nên cần có sự dạy dỗ chu đáo từ khi còn nhỏ. Đây là một trong những giống chó bảo vệ tốt nhất. Các bà mẹ người Nhật thường giao cho chúng nhiệm vụ trông coi những đứa con của mình. Akita là giống chó trung thành và rất quyến luyến với chủ. Tuy vậy chúng rất hung dữ đối với các con chó và vật nuôi khác, vì vậy phải luôn cảnh giác để tránh đụng độ. Tốt nhất là khi ra ngoài cần cho chúng đeo rọ mõm. Khi bị trêu chọc, chúng có thể cắn.
Giống chó này có tính sở hữu rất cao. Cần có sự dạy dỗ hết sức kiên trì vì Akita có khả năng tư duy độc lập, điều này có nghĩa là chúng sẽ ít khi nghe theo những mệnh lệnh mà chúng coi là vô lý. Akita rất thích sự chăm sóc của gia chủ. Giọng của chúng có nhiều âm thanh rất hay, tuy vậy không phải là loại chó thích sủa. Đây là giống chó có thể sống trong điều kiện căn hộ nếu có không gian dành cho nó tập luyện. Chúng có mức độ hoạt động trong nhà vừa phải và thoải mái nhất khi ở không gian rộng như là sân vườn. Rất cần chăm sóc bộ lông. Chúng rụng lông rất nhiều, hai lần trong năm. Cần chải lông bằng bàn chải chuyên dụng. Chỉ tắm khi thật cần thiết vì có thể làm rụng lớp lông không thấm nước bên ngoài.

## Akita Mỹ

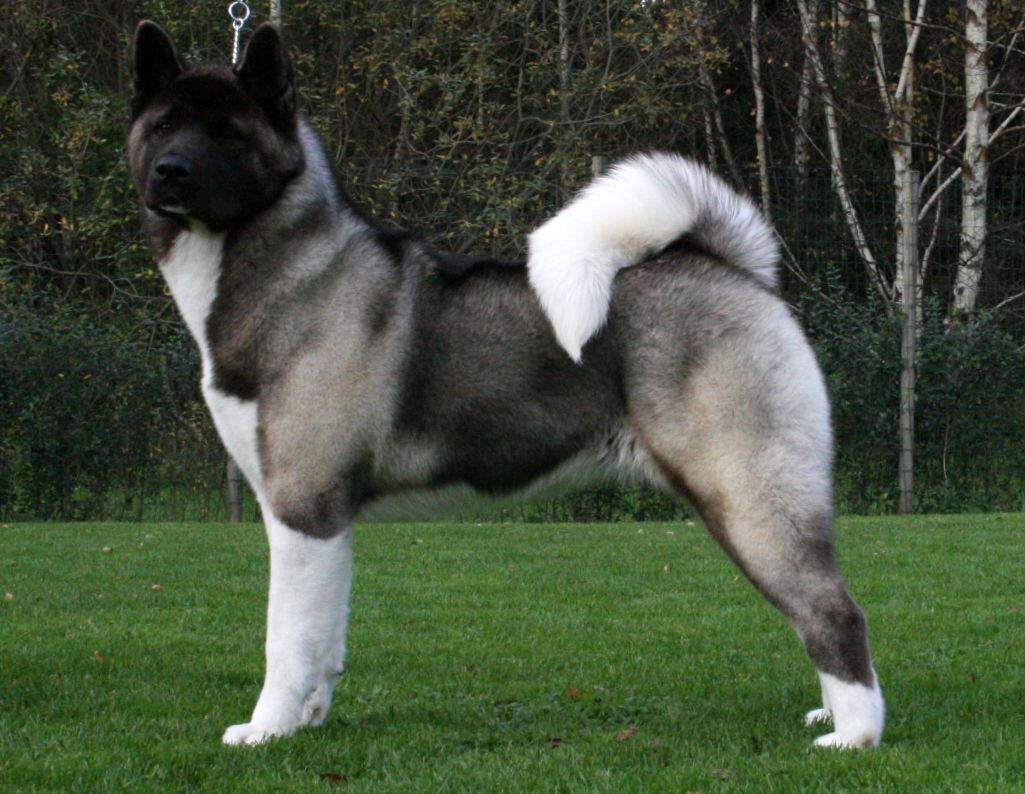
Một con Akita Mỹ

Japanese Great Dog hay American Akita là giống Akita được lai tạo và ra đời ở Mỹ. Nguồn gốc của giống chó này là kết quả của sự lai giống giữa chó Odate và Akita của Nhật. Trong thời gian chiếm đóng Nhật Bản, lính Mỹ đã đưa chúng về Mỹ và cho lai tạo theo cách của người Mỹ. Người ta đã cho chúng lai với cả chó Sheepyard và do đó vẻ ngoài của chúng ngày càng khác xa giống chó gốc của Nhật. Từ năm 1972 – 1992, chính quyền Nhật không cho phép nhập chó Nhật để lai giống và người Nhật chống đối việc dùng tên chó quốc gia của họ đặt tên cho giống chó này. Vào năm 1998 điều này cũng được quy định trong khi tách biệt chó Akita và chó Nhật to thành hai giống chó độc lập. Tuy nhiên ở Mỹ chó Nhật to vẫn được gọi là American Akita. Akita Mỹ nhìn chung có xương nặng hơn và lớn hơn, với đầu giống như gấu hơn, trong khi Akita Nhật Bản có xu hướng nhẹ hơn và đặc trưng hơn với đầu giống như con cáo.

## Hachikō

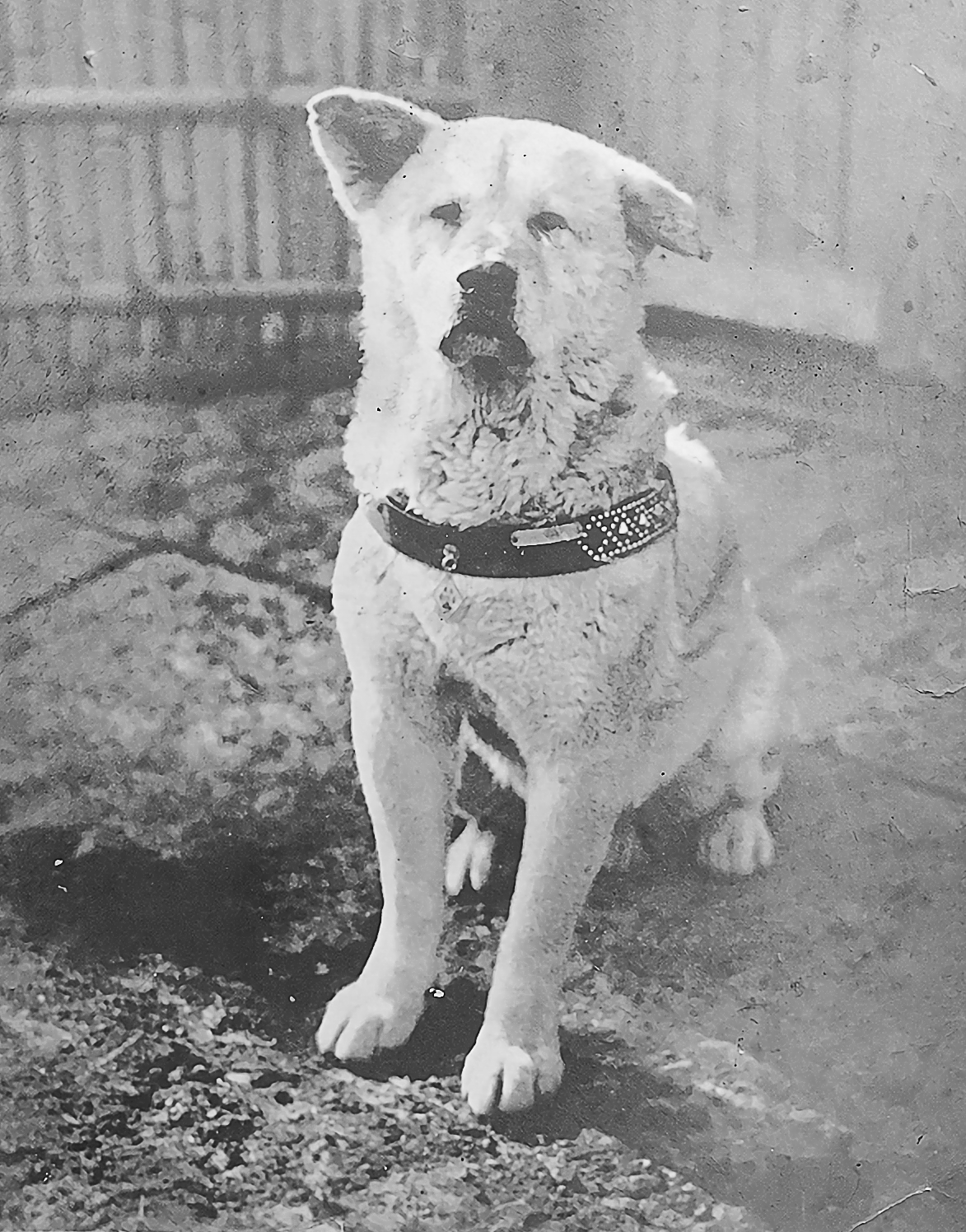
Hachikō vào năm 1935.

Hachikō (tiếng Nhật: ハチ公) hay Chūken hachikō (tiếng Nhật: 忠犬 ハチ公) là một chú chó giống Akita sinh ngày 10 tháng 11 năm 1923 tại thành phố Odate, tỉnh Akita, Nhật Bản và chết ngày 8 tháng 3 năm 1935 tại quận Shibuya, Tokyo - nổi tiếng khắp Nhật Bản và được xem như là một biểu tượng của lòng trung thành. Khi ông chủ bị nhồi máu cơ tim, đột ngột từ trần ngay tại nơi làm việc và vĩnh viễn không thể nào trở về nhà. Nhưng như thường lệ, Hachikō vẫn tới nhà ga để chờ đón người bạn thân thiết của mình song không thấy. Và cứ mỗi ngày sau đó, nó vẫn đều đặn lặp lại trong vòng hơn 9 năm dài cho đến khi chết.
Hachikō đã có thể gặp lại người chủ của mình. Chú chó chết tại chính nơi mà hơn 9 năm trước chú đã tiễn ông chủ đi lần cuối cùng do mắc chứng giun chỉ. Xác Hachikō đã được nhồi bông và bảo quản tại Bảo tàng Quốc gia về Thiên Nhiên và Khoa học Nhật Bản thuộc quận Ueno, Tokyo. Sau này chú chó này được vinh danh. Bức tượng đồng đầu tiên của Hachikō - tác phẩm của nhà điêu khắc nổi tiếng Nhật Bản Ando Teru - được dựng vào tháng 4 năm 1934 tại nhà ga Shibuya, và chính Hachikō cũng có mặt trong buổi lễ khánh thành hôm đó. Năm 2004, một bức tượng mới cũng được dựng lên trên bệ đá từ Shibuya ngay trước Bảo tàng các loài chó giống Akita tại thành phố Odate.